# 6 Regiment Pieszy Litewski

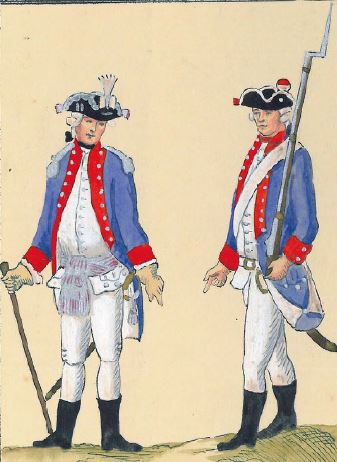
Żołnierze regimentu Massalskiego w 1775

6 Regiment Pieszy Litewski – oddział piechoty armii Wielkiego Księstwa Litewskiego wojska I Rzeczypospolitej.

## Formowanie i zmiany organizacyjne
Sformowany 9 grudnia 1775 jako dar biskupa wileńskiego księcia Massalskiego. Nazwę i szefostwo zawarowano dla domu Massalskich.
W 1776 roku liczył etatowo 110 żołnierzy.

Ten pułk bez Etatu y żadnego regulaminu, o Komplecie w jakim utrzymywać się powinien nieczyni wiadomości. Poddał się pod Lustracją w pięciu Kompaniach y z kwotą iak się kładzie w Tabelli. Od podniesienia Swoiego Pieniędzy ze Skarbu nie-brał, kosztem szczególnie Jwo Xcia Imci Biskupa Wileń. dotychczas utrzymywany. Lud w nim iest mierny, lecz prócz nowych mundurów, kilkudziesiąt karabinowy ledwo kilkunastu wszystkich Pałaszów w Reszcie nic nie jest warte, a wielu rzeczy zupełnie niedostaie

Stan faktyczny według „raty marcowej” z 1777 roku wynosił 94 żołnierzy. Według raportu za okres 15 I – 15 II 1779 roku regiment składał się z dwóch kompanii i zgodnie z etatem miał mieć 111 „głów”. Faktycznie posiadał 105 żołnierzy.
Reformy sejmu czteroletniego przewidywały w 1789 przyrost liczebności wojsk do armii 100 tysięcznej. Etat zakładał powiększenie regimentu do 2153 osób.
Nieco później zmniejszono jej etat do 65 tysięcy. Ten, jak i wcześniejszy etat nie został zrealizowany. Udało się jednak powiększyć regiment do czterech kompanii. Według raportu z lutego 1790 roku, w regimencie etatowo powinny być 723 osoby. Faktycznie było ich 521.
We wrześniu 1792 roku etat regimentu przewidywał 1440 żołnierzy. Faktycznie było ich 839. W wyniku redukcji przeprowadzonej w sierpniu 1793 roku, etat jednostki wyniósł 752 żołnierzy, a faktycznie 686.
Stan regimentu, sporządzony na podstawie raportu z 16 grudnia 1793 wynosił etatowo 799 osób, a faktycznie 633 żołnierzy. Prawdopodobnie wielkości te niewiele się zmieniły do wybuchu powstania kościuszkowskiego.
Przy zachowaniu etatu z 1776, nowy zaciąg dla jednostki przewidywał 320 ludzi, co razem miało stanowić 330 żołnierzy w służbie. Stan oddziału w 1792 roku, do czasu przejęcia wojska litewskiego przez konfederację targowicką, wynosił etatowo 1440 żołnierzy, a praktycznie 839. Można przyjąć, że w kwietniu 1794 roku stan regimentu wynosił etatowo 799 żołnierzy, a faktyczny 634.
Regiment posiadał dwa bataliony złożone z 4 kompanii. Jego stan liczebny na dzień 1 sierpnia 1793 wynosił 686 ludzi, a 16 kwietnia 1794 roku około 680.

## Barwa regimentu
- Po 1776: wyłogi pąsowe, guziki srebrne. Piechota litewska używała rajtroków chabrowych[10].
- Podczas insurekcji kościuszkowskiej: wyłogi pąsowe, guziki srebrne[10].

## Stanowiska
Regiment stacjonował w następujących miejscowościach:
- Wilno,
- Nowogródek (1790),
- Poniewież (1792).

## Żołnierze regimentu
Pierwszym szefem regimentu został w 1775 roku Franciszek Massalski, a po jego odejściu w 1788 roku Franciszek Niesiołowski, którego matką była Katarzyna z domu Massalska.
Regimentem dowodził zazwyczaj pułkownik. Stanowisko szefa regimentu, związane z wielkimi poborami, było najczęściej uważane za synekurę. Szefowie posiadali prawo fortragowania (przedstawiania do awansu) oficerów.
W 1779 roku w sztabie regimentu powinien znajdować się szef regimentu, regimentsfelczer, pułkownik, podpułkownik, major, regimentskwatermistrz, audytor i adiutant. Kwatermistrz początkowo miał rangę chorążego. Audytor pojawił się dopiero w 1790 roku. W kompaniach miało być po trzech oficerów: kapitan sztabowy, porucznik i chorąży. Razem, poza szefem i regimentsfelczerem, bez audytora, w jednostce powinno być 11 oficerów.
W 1790 roku liczba oficerów powiększyła się o jednego kapitana sztabowego, dwóch poruczników, audytora, drugiego porucznika adiutanta, czterech podporuczników, i dwóch chorążych. Po 1793 roku kadra oficerska zwiększyła się do dwóch majorów, dwóch poruczników adiutantów, trzech kapitanów z kompanią, pięciu kapitanów sztabowych, ośmiu poruczników, ośmiu podporuczników i ośmiu chorążych. Dało to liczbę 40 oficerów, bez szefa i regimentsfelczera, typową dla ówczesnych regimentów pieszych wojska całej Rzeczypospolitej.
Szefowie regimentu:
- książę Ksawery Massalski (4 maja 1775),
- Franciszek Ksawery Niesiołowski (wojewodzic nowogródzki 1785).

Pułkownicy:
- Jerzy A. Radziwiłł[12]
- Teodor Laskarys[12]
- Belcour François Thesby (2 marca 1781)
- Kazimierz Ruszczyc (1794)

## Walki regimentu
6 Regiment Pieszy Litewski uczestniczył w 1792 w VII wojnie polsko-rosyjskiej toczonej w obronie Konstytucji 3 Maja. 

Szef: gen. Franciszek Ksawery Niesiołowski. Stan osobowy: 948 ludzi.
Bitwy i potyczki
- bitwa pod Mirem (11 czerwca 1792)
- bitwa pod Brześciem (23 sierpnia),
- bitwa pod Sałatami (29 lipca 1794).